# Aleksander Szczygło
Aleksander Marek Szczygło (27. oktober 1963 – 10. april 2010) var en polsk politiker. Han blev første gang valgt til det polske parlament i Sejm i 2001 og siden genvalgt den 25. september 2005 med 19.006 stemmer. Begge gange var han kandidat for det polske parti Lov og Retfærdighed.
Fra 7. februar 2007 indtil 16. november 2007 var han forsvarsminister i kabinettet under Jarosław Kaczyński.
Fra 15. januar 2009 indtil sin død var han leder af bureauet for national sikkerhed.
Han omkom under et flystyrt den 10. april 2010, hvor bl.a. Polens præsident Lech Kaczyński også omkom.